# Gone Troppo
Gone Troppo är ett musikalbum från 1982 av George Harrison.
Albumet floppade och är det av Harrisons studioalbum som sålt sämst. Det nådde 108:e plats på Billboard 200 och tog sig inte in alls på den brittiska albumlistan. "Wake Up My Love" blev dock en mindre hit i USA.

## Låtlista
Alla låtar är skrivna av George Harrison där inget annat anges.
1. "Wake Up My Love" - 3:33
2. "That's the Way It Goes" - 3:32
3. "I Really Love You" (Leroy Swearingen) - 2:53
4. "Greece" - 3:57
  - Instrumentallåt
5. "Gone Troppo" - 4:27
6. "Mystical One" - 3:43
7. "Unknown Delight" - 4:14
8. "Baby Don't Run Away" - 3:57
9. "Dream Away" - 4:27
  - Spelades in till filmen Time Bandits av Terry Gilliam.
10. "Circles" - 3:45
  - En demoversion av denna låt spelades in inför Beatles White Album. Detta är en nyinspelning.